# 張宿二
長蛇座λ，又名BD-11 2820，HD 88284、SAO 155785、HR 3994，是長蛇座的一颗恒星，视星等为3.61，位于銀經253.01，銀緯34.5，其B1900.0坐标为赤經10h 5m 42.7s，赤緯-11° 34.5′ 35″。